# UFC on Fox: Jacaré vs. Brunson 2
UFC on Fox: Jacaré vs. Brunson 2 var en MMA-gala som arrangerades av Ultimate Fighting Championship och ägde rum 27 januari 2018 i Charlotte i USA.